# Edmund Dene Morel
Edmund Dene Morel, właśc. Georges Edmond Pierre Achille Morel de Ville (ur. 10 lipca 1873 w Paryżu, zm. 12 listopada 1924 na farmie w pobliżu Bovey Tracey, Devon) – brytyjski dziennikarz, pisarz, polityk i obrońca praw człowieka.

## Życiorys

### Pierwsze lata
Edmund Dene Morel urodził się w 1873 w Paryżu. Jego matka była Angielką, a wcześnie zmarły ojciec Francuzem. Sam Morel rozmawiał płynnie w obu językach. W celach zarobkowych i w celu wsparcia swojej matki zaczął pisać dla różnych gazet artykuły na temat handlu z Afryką. Mając 20 lat przyjął posadę u brytyjskiego armatora Eldera Dempstera posiadającego monopol na przewóz towarów do i z Wolnego Państwa Konga. Zawdzięczał to dobrej znajomości Afryki, dobremu wykształceniu i znajomości języka francuskiego. W 1896 ożenił się z Brytyjką i zamieszkał w Anglii, przyjmując tamtejsze obywatelstwo. Od tego czasu podpisywał się jedynie inicjałami M.D. Morel.

### Walka przeciwko systemowi wyzysku w Wolnym Państwie Konga
Armator Elder Dempster posiadał monopol na przewóz towarów do i z Wolnego Państwa Konga, które stanowiło własność belgijskiego króla Leopolda II. Z racji zajmowanego stanowiska Morel posiadał wgląd w dokumentację spółki. Gdy odkrył, że statki płynące do Konga wiozły głównie broń, stał się podejrzliwy i zaczął badać sprawę. Odkrył, że w Kongu stworzono system niewolnictwa i przymusu pracy w celu pozyskiwania kauczuku naturalnego. Wkrótce stał się największym krytykiem systemu opresji w Kongu: założył Congo Reform Association, był redaktorem powołanej przez niego gazety „West African Mail”, napisał kilka książek i przeprowadził niezliczoną ilość wykładów na ten temat. Jednym z jego partnerów w Congo Reform Association był Irlandczyk Roger Casement, autor oficjalnego raportu (Raportu Casementa) dla Zjednoczonego Królestwa na temat sytuacji w Wolnym Państwie Konga. Wspólnie udało im się w pierwszej dwudziestowiecznej kampanii na rzecz poszanowania praw człowieka przeciągnąć dużą część obywateli Wielkiej Brytanii i Stanów Zjednoczonych na swoją stronę. Ich głównym orężem był nowy wynalazek: fotografia, która ukazywała przykłady okropności mających miejsce w Kongu. Nacisk opinii publicznej stał się z czasem tak silny, że Leopold II sprzedał Wolne Państwo Kongo Belgii. Z czasem sytuacja ludności Konga zaczęła się poprawiać. W 1913 Morel ogłosił zwycięstwo i zakończenie swojej akcji.

### Krytyka „bezsensownej wojny”
Kiedy w sierpniu 1914 Anglia przystąpiła do I Wojny Światowej i wypowiedziała Niemcom wojnę, Morel wystąpił w ramach protestu z Liberal Party i założył pacyfistyczną Union of Democratic Control. Mimo że sam nie był pacyfistą, potępił przystąpienie do wojny, wymuszone przez tajne umowy z Francją, zaatakowaną przez Niemcy, choć samo Zjednoczone Królestwo nie zostało zaatakowane przez Niemcy. Większość Brytyjczyków wspierało jego walkę przeciwko systemowi pracy przymusowej w Wolnym Państwie Konga; jednak nie poparto jego potępienia przystąpienia do wojny. W 1917 został aresztowany i skazany na sześć miesięcy przymusowych prac w więzieniu na podstawie dawno niestosowanego prawa zabraniającego wysyłania pacyfistycznych książek do neutralnych państw.

### Rola w kampaniiCzarna Hańba
Po zajęciu Nadrenii przez wojska alianckie (w tym francuskich jednostek składających się z czarnoskórych i Turkos) Morel opublikował kilkanaście artykułów i pamfletów, w których częściowo z powodu swojej postawy antyfrancuskiej skrytykował użycie żołnierzy pochodzących z Afryki, których seksualność, zgodnie z modnymi wówczas teoriami rasistowskimi i pseudoantropologicznymi, była sterowana popędami wynikającymi z ich natury.

### Morel jako parlamentarzysta
Po wojnie przywrócono mu częściowo pozytywny wizerunek dzięki zwycięstwu Partii Pracy. W 1919 założył miesięcznik „Foreign Affairs”, pełniący funkcję medialnego organu Union of Democratic Control, której został przewodniczącym. W 1922 został deputowanym Izby Gmin (i wygrał nawet z Winstonem Churchillem, który był współodpowiedzialny za oskarżenie Morela pięć lat wcześniej). Dzięki swojemu talentowi do przemówień stał się jednym z najbardziej prominentnych rzeczników Partii Pracy w sprawach polityki zagranicznej. Po wyborze Ramsaya MacDonalda na brytyjskiego premiera był poważnym kandydatem na ministra spraw zagranicznych. Od pobytu w więzieniu już nigdy nie odzyskał dawnej formy fizycznej. Edmund Dene Morel zmarł podczas spaceru 12 listopada 1924 w wieku 51 lat.

### Wkład Morela
Edmund Dene Morel był inicjatorem pierwszego międzynarodowego ruchu w obronie praw człowieka w XX wieku. Dzięki jego walce przeciwko Wolnemu Państwu Konga wraz z Raportem Casementa zmusił króla Leopolda II do przekazaniu Konga w 1908 Belgii, co zapoczątkowało powolną poprawę sytuacji Afrykańczyków. Morel nie był jednak krytykiem kolonializmu. Bronił wciąż brytyjskich posiadłości kolonialnych, argumentując, że Brytyjczycy troszczą się o rozwój swoich kolonii w odróżnieniu do polityki Leopolda II w Kongu. Zbrodnie w Kongu uległy z czasem zapomnieniu, podobnie jak cała praca jaką wykonał Morel. Dopiero w ostatnich latach przypomniano sobie historię walki Morela z polityką Leopolda II wobec Konga.

## Opublikowane książki
- The British Case in French Congo
- King Leopold’s Rule in Africa (1904)
- Red Rubber – The story of the rubber slave trade that flourished in Congo in the year of grace 1906 (1906)
- Great Britain and the Congo
- Nigeria
- Morocco and Diplomacy (1912) (reissued as Ten Years of Secret Diplomacy in 1915)
- Truth and the War (1916)
- Africa and the Peace of Europe
- The Black Man’s Burden (1920)
- Thoughts on the War
- The Peace, and Prison
- Pre-War Diplomacy
- Diplomacy Revealed